# Neurhermes bipunctatus
Neurhermes bipunctatus là một loài côn trùng trong họ Corydalidae thuộc bộ Megaloptera. Loài này được C.-k. Yang & D. Yang miêu tả năm 1988.